# منطقه مرده (فیلم)
منطقه مرده (انگلیسی: The Dead Zone) فیلمی در ژانر ترسناک و تریلر سیاسی به کارگردانی دیوید کراننبرگ است که در سال ۱۹۸۳ منتشر شد.

## داستان
جانی (کریستوفر واکن) معلم مدرسه و در آستانه ازدواج است. او در سانحه اتوموبیل به شدت مجروح و به مدت پنج سال در بیمارستان در کُما می‌مانَد. پس از به هوش آمدن متوجه می‌شود که دچار یک حالت ماوراء طبیعه شده و در پی تماس فیزیکی با افراد، رویدادهایی در رابطه با گذشته، حال یا آینده آنها را در ذهنش می‌بیند. این حالت در بیمارستان موجب می‌شود که فرزند یکی از پرستاران را از مرگ نجات دهد. این موضوع کم‌کم او را معروف می‌کند و توانایی او به کشیده شدن پایش به مسایل پلیسی و سیاسی در آمریکا می‌انجامد.

## بازیگران
- کریستوفر واکن - جانی اسمیت
- بروک آدامز - سارا برکنل
- تام اسکریت - کلانتر بنرمن
- هربرت لام - دکتر سم وایزک
- آنتونی زربی - راجر استوارت
- کالین دوهرست - هنریتا داد
- مارتین شین - گرگ استیلسن
- نیکلاس کمپبل - فرانک داد
- سایمون کریگ - کریس استوارت
- ویلیام بی. دیویس - راننده آمبولانس (ویلیام دیویس)
- کن پوگ
- شان سالیوان